# Млин в селі Михайлівка

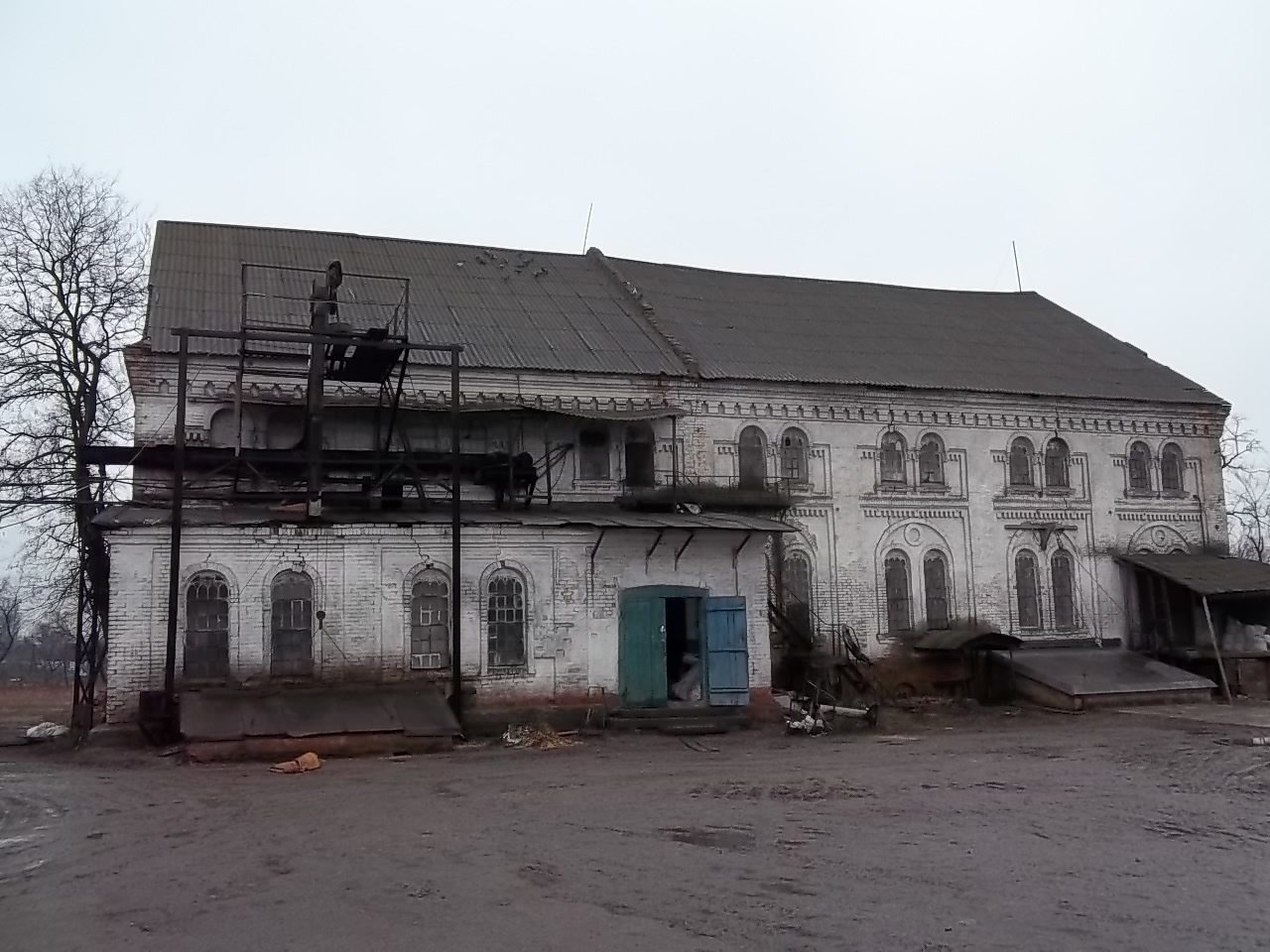
Млин в селі Михайлівка

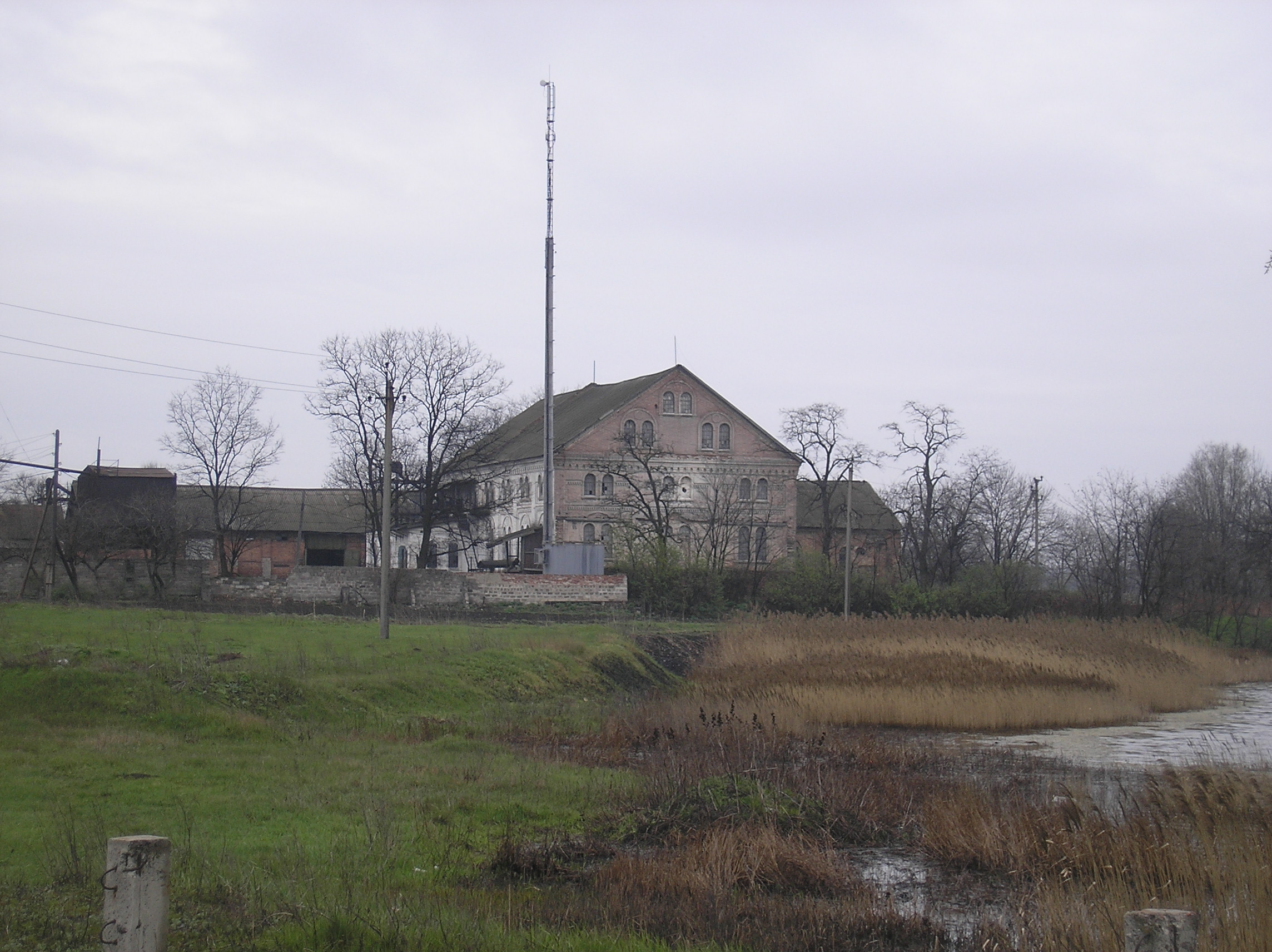
Млин вид зі сторони річки

### Географічне розташування
Старовинний паровий млин, який працював понад 100 років після введення в експлуатацію на зламі епох, війн і революцій, знаходиться в селі Михайлівка Покровського району Донецької області.
Населений пункт був заснований у 1885 році менонітами Молочарської колонії як поселення Міхаельсгейм (Michelsheim), переклад назви — «рідний двір Михаелю».
У 1894 році назва була змінена на Михайлівку. Місцеві краєзнавці пов'язують перейменування з ім'ям попереднього власника землі — статського радника Михайла Михайловича Котляревського.
З 1887 року в селі функціонували школа, музичний магазин, шахта та паровий млин. Сучасна адреса останнього: вул. Шкільна (західна околиця) с. Михайлівка Покровський район Донецька область

### Власники млина
Відповідно до «Списку промислових закладів Катеринославської губернії» (1900 року) михайлівський млин побудували в 1897 році Яків Зіменс та Йоганн Фрізен. В експлуатацію він був введений у 1998 році.
У 1901 році Петро Гейнрихс змінив одного з власників, а саме Йоганна Фрізена. Саме в цей час нові власники млина заснували Торговий Дім Гейнрихс та Зіменс.
В 1912 році знову відбувається заміна одного з власників Корнелій Андрес стає співвласником Торгового Дому замість Якова Зіменса.
На початку 1919 року радянська влада націоналізувала млин, без пояснення причин та виплати будь-якої компенсації власникам. Далі підприємство працювало, як млин № 28 тресту «Сталінокрмут».
Після розпаду Радянського Союзу у 1994 році було засноване нове підприємство ТОВ «Красноармійський комбікормовий завод», у складі якого млин функціонував ще на початку 2000-х років.
Згодом і млин, і олійний цех також розташований на території перестали працювати. Старовинна будівля поступово перейшла у занедбаний стан. В кінці літа — на початку осені 2024 року село Михайлівка було окуповане російськими військами. Найзапекліші бої між ВСУ та загарбниками відбувалися на вулиці Шкільній та західних околицях, тому тепер доля архітектурної пам'ятки, побудованої миролюбивими і працьовитими менонітами, не відома.

### Пам'ятка архітектури, науки і техніки
Менонітський Михайлівський млин унікальний тим, що це єдиний в Донецькому регіоні млин ХІХ століття, який зберігся до сучасного часу майже в первозданному вигляді. Оскільки п'ять реконструкцій, які він переніс, не були суттєвими.
Для забезпечення вертикальної технології високого помелу будівлю млина зводили майже на двометровому фундаменті з бутового каменю, а основним матеріалом стін була червона цегла. Виконання всіх архітектурних елементів методом об'ємної кладки дозволяє класифікувати стиль будівлі, як романська готика.
Це трьохповерхова споруда з двосхилим дахом та великими вікнами, віконниці яких зібрані наче з мозаїки невеличких квадратиків. Віконні отвори мають арочне обрамлення та розділені пілястрами. Спарені вікна на другому поверсі спарені і об'єднані великими арками зі шропсами в архівольті з розеткою між ними. На третьому та цокольних поверхах вікна малі спарені з арками в простих альхівольтах на дентикульних імпостах з переходом в лопатки. Малюнок фризу складний геометричний, а лобовий карниз — складнопрофільний. Промилові входи та в'їзди додатково акцентовані пілястрами доричного ордену.
В 2016—2017 роках за ініціативи Михайлівського сільського голови Віктора Жаданова з місцевими краєзнавцями та за фінансової підтримки Історичного Менонітського Товариства (Німеччина) було проведено певну роботу і зібрано всі необхідні документи, які дозволили домогтися офіційного визнання млина в селі Михайлівка пам'яткою архітектури, науки і техніки. Цей статус будівля отримала 18 квітня 2017 року.